# Вилькер, Герман
Герман Вилькер (нем. Hermann Wilker; 24 июля 1874, Flomersheim, Бавария — 28 декабря 1941, Mundenheim, Людвигсхафен-ам-Райн) — немецкий гребец, чемпион летних Олимпийских игр 1912 и бронзовый призёр летних Олимпийских игр 1900, многократный чемпион Германии.

## Биография
С 1906 по 1908 год Вилькер три раза подряд становился чемпионом Германии в соревнованиях четвёрок без рулевого. С 1908 по 1912 год Герман Вилькер вместе с партнёром по четвёрке Отто Фиккайзеном становился национальным чемпионом в зачёте двоек без рулевого, при этом в 1909 году они были единственными участниками, заявившимися на старт соревнований.
На Играх 1900 Вилькер входил в состав первой немецкой команды четвёрок. В полуфинале он и его сборная выиграла свой заплыв, а в одном из финалов заняли третье место.
На Играх 1912 Вилькер опять соревновался среди четвёрок, и выиграв три гонки, его команда заняла первое место.